# 肯德尔·沃斯顿
肯德尔·沃斯顿（英語：Kendall Waston，1988年1月1日—），哥斯达黎加男子足球运动员，司职后卫。他曾代表哥斯达黎加国家队参加2018年和2022年国际足联世界杯，两届比赛均止步小组赛阶段。